# Hualin (köpinghuvudort i Kina, Jiangxi Sheng, lat 29,37, long 115,95)
Hualin är en köpinghuvudort i Kina. Den ligger i provinsen Jiangxi, i den sydöstra delen av landet, omkring 76 kilometer norr om provinshuvudstaden Nanchang. Antalet invånare är 27 083. Befolkningen består av 12 920 kvinnor och 14 163 män. Barn under 15 år utgör 24,0 %, vuxna 15-64 år 69 %, och äldre över 65 år 6,0 %.
Runt Hualin är det ganska tätbefolkat, med 248 invånare per kvadratkilometer. Närmaste större samhälle är Puting, 19,2 km väster om Hualin. 
Genomsnittlig årsnederbörd är 2 294 millimeter. Den regnigaste månaden är maj, med i genomsnitt 338 mm nederbörd, och den torraste är januari, med 74 mm nederbörd.